# Bertel Bing
Bertel Bing (19. februar 1874 i København – 28. maj 1947 på sygehuset i Ängelholm) var en dansk journalist og redaktør.

## Karriere
Han var søn af fabrikejer Ludvig Bing og hustru Agnes f. Salomonsen. Han blev student fra Slomanns Skole 1892, cand.jur. 1899 og var ansat i Københavns Overpræsidium 1899-1902. Bing var medarbejder ved København fra 1903. Han var københavnsk lokalredaktør for Verdens Gang fra 1910. 1916 blev han redaktionssekretær ved Berlingske Tidende, 1917 redaktør af B.T., 1919 medarbejder ved Berlingske Tidende, 1919-21 tillige i B.T.s redaktion, 1922-25 Nationaltidendes korrespondent i Paris, derefter medarbejder ved forskellige blade, fra 1933 ved Dagens Nyheder og Nationaltidende.
Hans signaturer var: B.B., B-to, O'Brien og Jollin Muf.
Bing var medlem af Dansk Journalistforbunds bestyrelse fra 1905 til 1915, kasserer fra 1905 og næstformand fra 1906. Han var også redaktør af medlemsbladet Journalisten i 1906, 1914 og 1915.
I 1921 udgav han bogen Københavnske Presseforhold omkring Verdenskrigen, der omhandlede de københavnske presseforhold under første verdenskrig, hvis oplag blev opkøbt af Berlingske Tidende og destrueret, med undtagelse af to eksemplarer, der pga. Pligtafleveringen blev bevaret på Det Kongelige Bibliotek med den klausul, at de ikke måtte tilgås før 100 år efter.

## Ægteskaber
Han blev gift 1. gang 31. december 1901 i København (borgerlig vielse) med sin kusine Thora Madsine Edith Bing (25. november 1881 på Frederiksberg – 3. maj 1953 i Lillerød, ægteskabet opløst 1916), datter af bladudgiver Herman Meyer Bing. 2. gang ægtede Bing 27. september 1919 i København (borgerlig vielse) Anna Marie Nissen (22. november 1891 i Fredericia – 25. oktober 1935 på Frederiksberg), datter af bestyrer, senere maskinmester Christian Sønderholm Nissen og Karen Helene Marie Nielsen. 3. gang ægtede han 1. februar 1946 på Frederiksberg (borgerlig vielse) Aina Elisabeth Petersen (7. marts 1896 i Ramdala församling – ?, gift 1. gang med ingeniør Sven Henrik Gustaf Sundgren), datter af fabrikant Bror Emanuel Petersen og Hanna Ostergren. Det havde mødt hinanden, da Bertel Bing som jøde var flygtet til Sverige under Besættelsen.
Bertel og Thora delte to oldeforældre (de havde en fælles oldefar (farfars far) Heimann Jacob Bing (1776-1844) og en anden fælles oldefar (farmors far) Levin Simonsen (1780-1843)).